# Wolfgang Strohband
Wolfgang Strohband (* 31. Juli 1938; † 3. Oktober 2021) war ein deutscher Radsportmanager. Er wurde als Manager und Förderer von Jan Ullrich bekannt.

## Leben
Strohband, der hauptberuflich im Hamburger Stadtteil Barmbek als Gebrauchtwagenhändler tätig war, betreute in den 1970er Jahren deutsche Berufsradrennfahrer als Manager und veranstaltete Radsportrennen: Darunter ab 1979 „Rund um die Binnenalster“ (ab 1980 „Weltpokal“ genannt) in Hamburg, für das Strohband bei der Erstaustragung unter anderen Dietrich Thurau und Gregor Braun gewann, der bei dem Rennen im September 1979 den Sieg holte. Das Rennen wurde bis 1982 von der Bavaria-St. Pauli-Brauerei als Hauptgeldgeber unterstützt. Strohband verband teils Radsportrennen mit Unterhaltungselementen wie Auftritten von Musikern. Bei den Olympischen Sommerspielen 1976 gehörte Strohband als Pfleger zum Betreuerstab der bundesdeutschen Straßenradsportnationalmannschaft. Nach Einschätzung der Zeitung Die Welt wurde er „bundesweit in der Radsportszene eine feste Größe“. Strohband übernahm den Vorsitz des Hamburger Radsportverbandes, wurde 1978 wiedergewählt und später Ehrenvorsitzender. 1984 wurde Strohband Vorsitzender der Radsportgemeinschaft (RG) Hamburg.
Strohbands Bemühen, in Hamburg eine Mannschaft für die Radsport-Bundesliga aufzubauen, nahm Gestalt an, als er nach dem Ende der DDR an Trainer Peter Becker herantrat, der 1992 mit Jan Ullrich und weiteren Fahrern zur RG Hamburg wechselte. Strohband gewann eine Spielbank und ein Elektronikunternehmen als Geldgeber. Mit der Mannschaft, deren Leiter Strohband war und welcher in die Förderung Ullrichs und seiner Mannschaftskameraden bei der RG Hamburg eigenen Angaben nach 300 000 D-Mark steckte, gelang die Qualifikation für die Radsport-Bundesliga. Er wurde Ullrichs Manager (Strohband bevorzugte die Bezeichnung Berater), als dieser bis 1994 bei der RG Hamburg und ab 1995 Profisportler war. Strohbands Frau beantwortete für Ullrich zunächst die Autogrammanfragen, Strohbands Tochter war für die Buchhaltung zuständig. Im März 2000 verkaufte Strohband seinen Gebrauchtwagenhandel, den er rund 23 Jahre besessen hatte, um sich ganz der Betreuung und Vermarktung Ullrichs zu widmen.
Im Juni 2008 entzog der Hamburger Radsportverband Strohband den Titel des Ehrenvorsitzenden wegen Meinungsverschiedenheiten im Umgang mit dem Thema Doping. Strohband ging gerichtlich gegen den Entzug des Titels vor, das Verfahren endete mit einem Vergleich, er behielt den Titel. Im Juli 2011 endete die Zusammenarbeit zwischen Strohband und Ullrich.